# Cheilanthes volcanensis
Cheilanthes volcanensis är en kantbräkenväxtart som beskrevs av Sota. Cheilanthes volcanensis ingår i släktet Cheilanthes och familjen Pteridaceae. Inga underarter finns listade.